# Horsfields nachtzwaluw
Horsfields nachtzwaluw (Caprimulgus macrurus) is een vogel uit de familie van de nachtzwaluwen (Caprimulgidae).

## Verspreiding en leefgebied
De broedgebieden van Horsfields nachtzwaluw liggen in een groot gebied dat reikt van Nepal en het noordoosten van India, via Indochina, het schiereiland Malakka, Sumatra, Borneo tot aan Nieuw-Guinea en in een smalle zone aan de noord- en noordoostkust van Australië.
De soort telt 6 ondersoorten:
- C. m. albonotatus: noordoostelijk Pakistan via noordelijk India tot Bhutan en Bangladesh.
- C. m. bimaculatus: noordoostelijk India en zuidelijk China via Zuidoost-Azië, Malakka en Sumatra.
- C. m. macrurus: Java en Bali.
- C. m. salvadorii: Borneo en de zuidelijke Sulu-eilanden.
- C. m. johnsoni: de zuidelijke Filipijnen.
- C. m. schlegelii: van de Kleine Soenda-eilanden en de Molukken, Nieuw-Guinea tot noordelijk en noordoostelijk Australië.

## Status
Horsfields nachtzwaluw heeft een groot verspreidingsgebied en daardoor is de kans op uitsterven zeer gering. De grootte van de populatie is niet gekwantificeerd. De vogel is algemeen in half open gebieden met grasland of op kale plekken in gekapt bos en ook in parken en tuinen. Er is geen aanleiding te veronderstellen dat de soort in aantal achteruit gaat. Om deze redenen staat deze nachtzwaluw als niet bedreigd op de Rode Lijst van de IUCN.